# Josef Salvat
Josef Salvat (n. 28 octombrie1988, Sydney) este un cântăreț pop australian. 

## Biografie
Josef Salvat a crescut la Sydney și a învățat de copil să cânte la pian. A început mai ales cu muzică clasică, dar apoi, influențat de muzica din anii 80 ai părinților săi, s-a orientat spre muzică pop și și-a scris propriile piese. Ulterior a început sa studieze dreptul la Universitatea din Sydney, dar apoi a decis să urmeze cariera de muzician. A petrecut ceva timp la Barcelona și a plecat la sfârșitul anului 2009  la Londra cu câteva demo-uri, pentru a găsi un manager și a începe în activitatea muzicală. De asemenea, el a postat câteva dintre melodiile sale pe Internet. 
Australianul, care acum locuiește permanent în capitala engleză, a atras atenția pentru prima dată în 2013, cu publicarea This Life pe pagina sa Soundcloud, care a apărut și ca primul maxi single puțin mai târziu. Piesa Hustler, aparută trei luni mai târziu, o nouă înregistrare a unei melodii care fusese deja realizată în 2010, a primit recenzii pozitive în presa muzicală și a fost vizionată de peste o jumătate de milion de ori. 
Salvat, care are contract cu Sony / Columbia, a produs primul său EP real cu Rich Cooper și Gustave Rudman în calitate de producători. Pe lângă This Life, conține trei înregistrări mai noi, inclusiv un cover  Diamonds, a cântăreței Rihanna, pe care a ales-o și pentru că a fost co-compusă de australiana Sia Furler. Sony a folosit versiunea sa în publicitatea pentru o televiziune 4K Ultra HD, după care a intrat în topurile din Germania și Anglia în noiembrie 2014. A avut cel mai mare succes în Franța, unde a terminat pe locul doi. 

## Discografie
Albume
- Night Swim (2015)

EP - uri
- In Your Prime (2014)

Piese
- Shoot & Run
- This Life (2013)
- Hustler (2013)
- Open Season (Une Autre Saison) (2014)
- Diamante (2014)
- Till I Found You (2015)
- Night Swim (2015)
- Paradis (Le paradis nous trouvera) (2015)